# Роб Бурдон
Роберт Грегори Бурдон (енгл. Robert Gregory Bourdon; 20. јануар 1979) амерички је музичар, најпознатији као бивши бубњар и један од оснивача рок групе Linkin Park.

## Дискографија
Linkin Park
- Hybrid Theory (2000)
- Meteora (2003)
- Minutes to Midnight (2007)
- A Thousand Suns (2010)
- Living Things (2012)
- The Hunting Party (2014)
- One More Light (2017)